# BBS-стратегии
BBS-страте́гии — особый жанр компьютерных игр, зародившийся в эпоху расцвета электронных досок объявлений (Bulletin Board System). Основной особенностью BBS-стратегий был режим InterBBS, позволяющий пользователям разных BBS играть друг с другом. (Аналогом InterBBS можно считать современные онлайн-игры.)

## Истоки
Одним из родоначальников этого жанра является игра Space Empire Elite, давшая начало целой ветви пошаговых BBS стратегий.В Space Empire Elite, игроки управляют звёздной империей, которую они могут расширять путём колонизации новых планет или завоевания других империй. Цель игры — построить самую сильную державу в галактике.

## Последователи
В 1990 году Амир Пател создал игру Solar Realms Elite, являвшуюся модернизированной версией SEE для платформы Atari ST. Отличительной чертой Solar Realms Elite стал более богатый, по сравнению с SEE, геймплей. Amir Patel в три раза увеличил количество типов планет, ввёл шпионские операции и добавил многим юнитам новые функции. Игра приобрела широкую популярность в англоязычном секторе интернета. Примерно в это же время на персональных компьютерах появляется стратегия Space Dynasty, также использующая идеи SEE

## Золотой век BBS стратегий
Вдохновлённый успехом брата, Mehul Patel начинает разработку новой линейки игр. Сначала он выпускает Alpha Colony IV, клон SRE. Затем выходят стратегии Barren Realms Elite, Falcon’s Eye и The Arcadian Legends. Вся серия получила общее название «SRGAMES».

## Закат
В 90-е годы, Интернет постепенно вытесняет, как автономные BBS, так и связанные с другими через сети вроде Фидонета и QWK. Выпуск игр для BBS неуклонно падает. В 1996 году братья Патель основывают компанию «Solaria Games» и переходят на разработку игр для Всемирной паутины. 10 мая 1998 года все права на коллекцию BBS‐стратегий были проданы «John Dailey Software»

## Наши дни
В октябре 1996 года титул преемника «SRGAMES» перешёл к браузерной онлайн стратегии Earth: 2025 от Solaria Games.